# الاحتلال البرتغالي لوهران (1471)
الإحتلال البرتغالي لوهران في العام 1471م قام الملك البرتغالي ألفونسو الخامس بإحتلال مدينة وهران التابعة لمملكة تلمسان ودام احتلالها لمدة 7 سنوات كاملة لغاية عام 1479م أين أرغمه السكان للخروج منها وبعد 20 سنة من هذا التاريخ هاجمها الأسبان عام 1497 بقيادة الدوق «دومينا سيدونا» وفشلوا في احتلالها وتحولوا إلى مدينة مليلية 